# Liga SEHA (2015/2016)
Liga SEHA 2015/2016 – 5. sezon Ligi SEHA, rozegrany pomiędzy 1 września 2015 a 3 kwietnia 2016. Uczestniczyło w nim 10 drużyn z: Białorusi, Bośni i Hercegowiny, Chorwacji, Macedonii, Serbii, Słowacji i Węgier.
Sezon zasadniczy wygrało Veszprém KSE, które odniosło 16 zwycięstw i zanotowało dwa remisy. Do Final Four, które zostało rozegrane 1–3 kwietnia 2016 w Varaždinie, awansowały również Vardar Skopje, RK Zagrzeb i Mieszkow Brześć. Zwyciężył Veszprém KSE, który w finale pokonał 28:26 Vardara Skopje. W meczu o 3. miejsce RK Zagrzeb wygrał 24:23 z Mieszkowem Brześć.

## Sezon zasadniczy
| Lp. | Drużyna            | M  | Mecze | Mecze | Mecze | Bramki | Bramki | Bramki | Pkt | Uwagi               |
| Lp. | Drużyna            | M  | W     | R     | P     | +      | −      | +/−    | Pkt | Uwagi               |
| --- | ------------------ | -- | ----- | ----- | ----- | ------ | ------ | ------ | --- | ------------------- |
| 1.  | Veszprém KSE       | 18 | 16    | 2     | 0     | 628    | 418    | +210   | 50  | Awans do Final Four |
| 2.  | Vardar Skopje      | 18 | 14    | 2     | 2     | 603    | 491    | +112   | 44  | Awans do Final Four |
| 3.  | RK Zagrzeb         | 18 | 14    | 0     | 4     | 570    | 453    | +117   | 42  | Awans do Final Four |
| 4.  | Mieszkow Brześć    | 18 | 12    | 0     | 6     | 567    | 481    | +86    | 36  | Awans do Final Four |
| 5.  | Tatran Preszów     | 18 | 9     | 1     | 8     | 546    | 492    | +54    | 28  |                     |
| 6.  | RK Nexe            | 18 | 8     | 1     | 9     | 497    | 502    | −5     | 25  |                     |
| 7.  | Vojvodina Nowy Sad | 18 | 4     | 3     | 11    | 471    | 574    | −103   | 15  |                     |
| 8.  | Borac Banja Luka   | 18 | 3     | 2     | 13    | 461    | 577    | −116   | 11  |                     |
| 9.  | Spartak Vojput     | 18 | 3     | 1     | 14    | 461    | 583    | −122   | 10  |                     |
| 10. | RK Strumica        | 18 | 0     | 2     | 16    | 389    | 622    | −233   | 2   |                     |

## Final Four
|  |                 |                 |               |                   |    |              |              |       |
|  | Półfinały       | Półfinały       | Półfinały     |                   |    | Finał        | Finał        | Finał |
|  | Półfinały       | Półfinały       | Półfinały     |                   |    | Finał        | Finał        | Finał |
|  | 1 kwietnia 2016 |                 |               |                   |    |              |              |       |
|  |                 |                 |               |                   |    |              |              |       |
|  | Veszprém KSE    | Veszprém KSE    | 24            |                   |    |              |              |       |
|  | Veszprém KSE    | Veszprém KSE    | 24            | 3 kwietnia 2016   |    |              |              |       |
|  | Mieszkow Brześć | Mieszkow Brześć | 21            |                   |    |              |              |       |
|  | Mieszkow Brześć | Mieszkow Brześć | 21            |                   |    | Veszprém KSE | Veszprém KSE | 28    |
|  | 1 kwietnia 2016 |                 |               |                   |    | Veszprém KSE | Veszprém KSE | 28    |
|  |                 |                 | Vardar Skopje | Vardar Skopje     | 26 |              |              |       |
|  | Vardar Skopje   | Vardar Skopje   | Vardar Skopje | Vardar Skopje     | 26 | 26           |              |       |
|  | Vardar Skopje   | Vardar Skopje   |               |                   |    |              |              |       |
|  | RK Zagrzeb      | RK Zagrzeb      | 24            |                   |    |              |              |       |
|  | RK Zagrzeb      | RK Zagrzeb      | 24            | Mecz o 3. miejsce |    |              |              |       |
|  |                 |                 |               |                   |    |              |              |       |
|  | 3 kwietnia 2016 |                 |               |                   |    |              |              |       |
|  |                 |                 |               |                   |    |              |              |       |
|  | Mieszkow Brześć | Mieszkow Brześć | 23            |                   |    |              |              |       |
|  | Mieszkow Brześć | Mieszkow Brześć | 23            |                   |    |              |              |       |
|  | RK Zagrzeb      | RK Zagrzeb      | 24            |                   |    |              |              |       |
|  | RK Zagrzeb      | RK Zagrzeb      | 24            |                   |    |              |              |       |

Najlepszym zawodnikiem Final Four został wybrany Serb Momir Ilić z Veszprém KSE. W najlepszej siódemce Final Four znaleźli się:
- bramkarz: Ivan Stevanović (RK Zagrzeb)
- lewoskrzydłowy: Cristian Ugalde (Veszprém KSE)
- prawoskrzydłowy: Zlatko Horvat (RK Zagrzeb)
- obrotowy: Rastko Stojković (Mieszkow Brześć)
- lewy rozgrywający: Momir Ilić (Veszprém KSE)
- środkowy rozgrywający: Luka Cindrić (Vardar Skopje)
- prawy rozgrywający: Alex Dujshebaev (Vardar Skopje)[3]

## Najlepsza siódemka sezonu

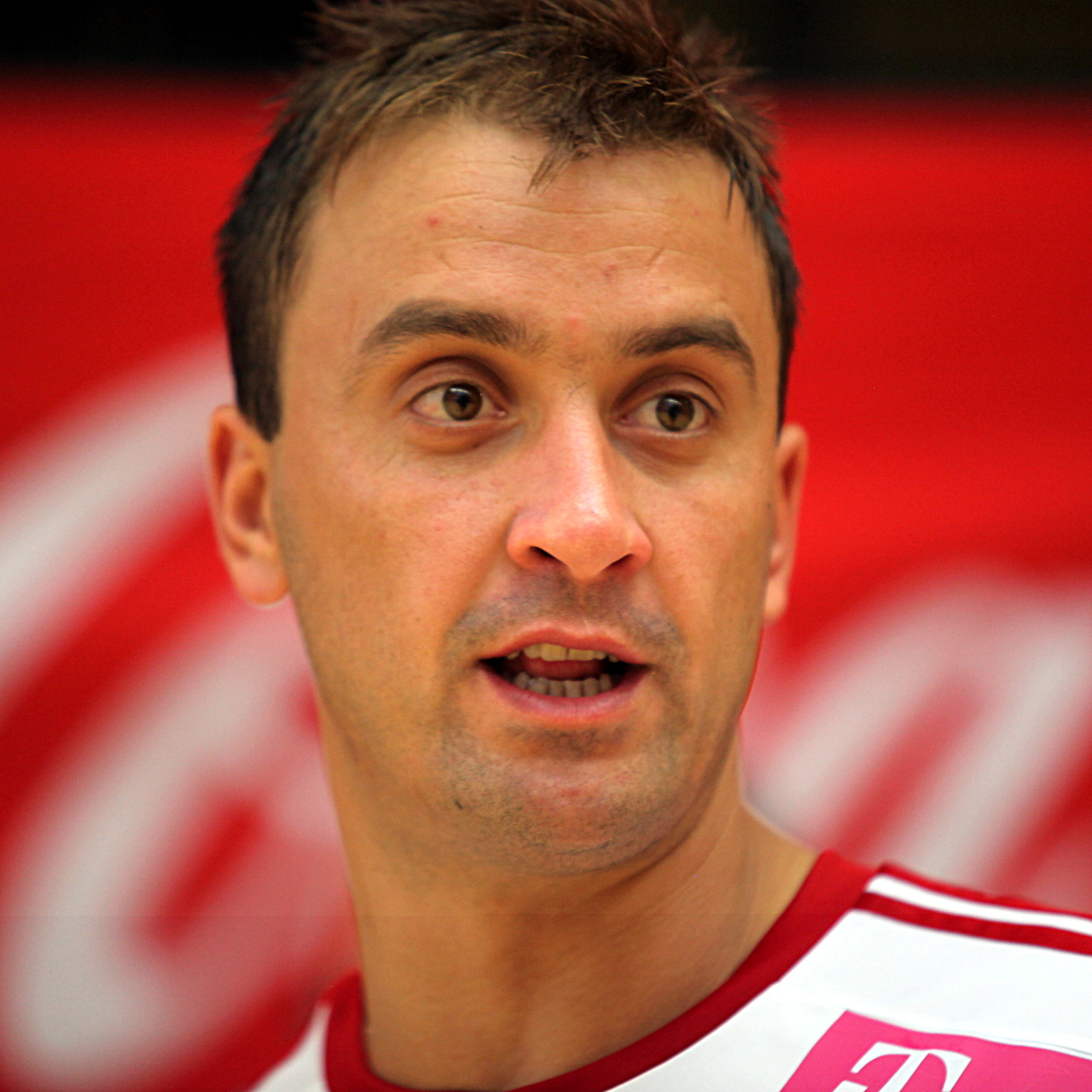
Momir Ilić został wybrany najlepszym zawodnikiem sezonu

Najlepszym zawodnikiem sezonu 2015/2016 w Lidze SEHA został wybrany Serb Momir Ilić z Veszprém KSE. W najlepszej siódemce sezonu znaleźli się:
- bramkarz: Arpad Šterbik (Vardar Skopje)
- lewoskrzydłowy: Timur Dibirow (Vardar Skopje)
- prawoskrzydłowy: Zlatko Horvat (RK Zagrzeb)
- obrotowy: Rastko Stojković (Mieszkow Brześć)
- lewy rozgrywający: Momir Ilić (Veszprém KSE)
- środkowy rozgrywający: Chema Rodríguez (Veszprém KSE)
- prawy rozgrywający: László Nagy (Veszprém KSE)
- obrońca: Ilija Abutović (Vardar Skopje)[4]

Najlepszym trenerem Ligi SEHA został wybrany Veselin Vujović (RK Zagrzeb), który w głosowaniu wyprzedził Raúla Gonzáleza (Vardar Skopje) i Xaviera Sabaté (Veszprém KSE).

## Klasyfikacja strzelców
| Lp.                                                                    | Bramki | Mecze | Strzelec         | Drużyna         |
| ---------------------------------------------------------------------- | ------ | ----- | ---------------- | --------------- |
| 1.                                                                     | 94     | 13    | Radoslav Antl    | Tatran Preszów  |
| 2.                                                                     | 94     | 19    | Gašper Marguč    | Veszprém KSE    |
| 3.                                                                     | 90     | 20    | Rastko Stojković | Mieszkow Brześć |
| 4.                                                                     | 84     | 20    | Luka Cindrić     | Vardar Skopje   |
| 5.                                                                     | 83     | 18    | Bojan Županjac   | Spartak Vojput  |
| Źródło: SEHA League – 2015/2016. rukometstat.com. [dostęp 2017-03-18]. |        |       |                  |                 |